# Železniška postaja Medvode
Železniška postaja Medvode je ena izmed železniških postaj v Sloveniji, ki oskrbuje bližnje naselje Medvode.